# Lisque

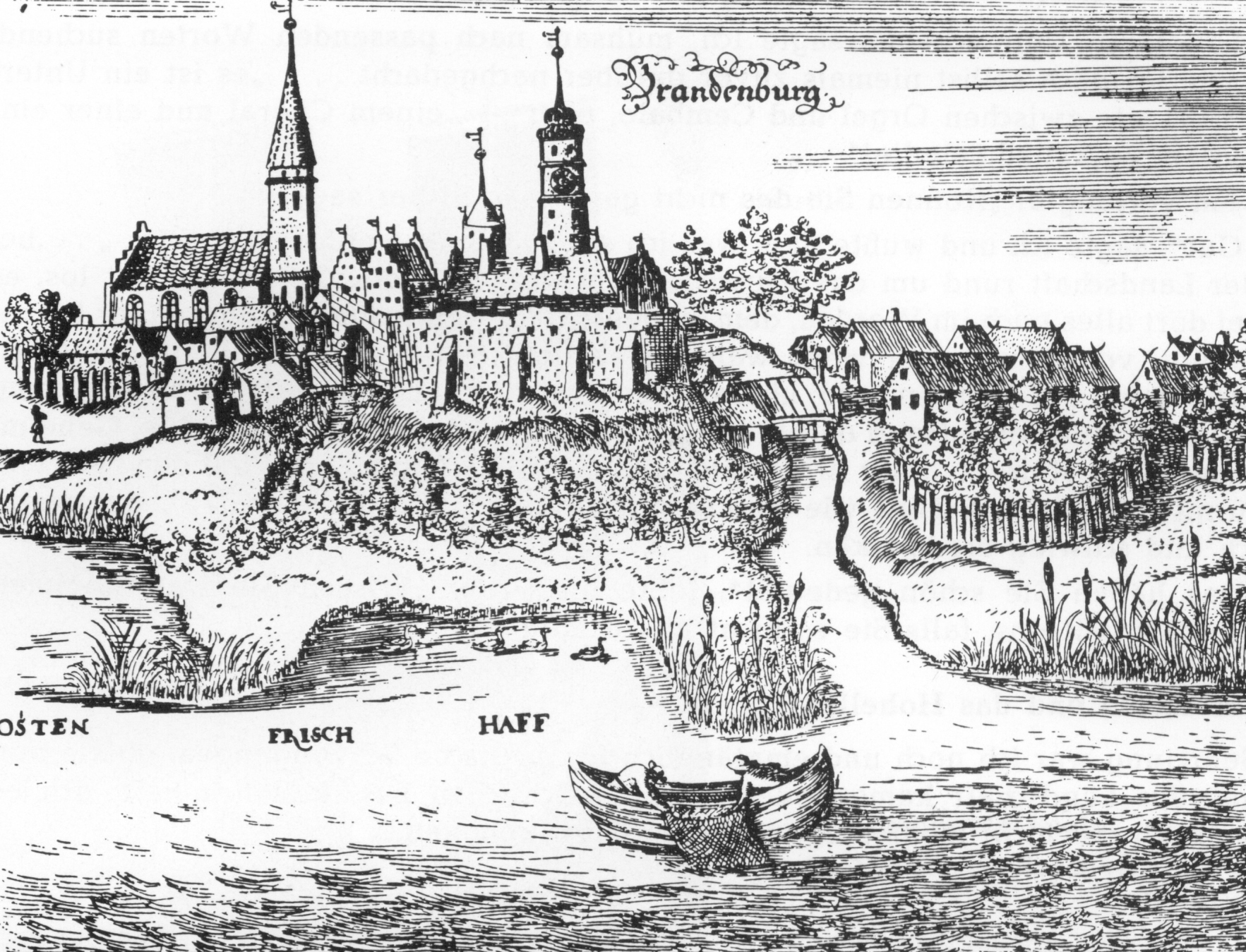
Castillo y lisque en Brandenburg am Frischen Haff (actual Ushakovo)

Un lisque (en alemán: Lischke, lisca, liske) era un tipo de asentamiento de los prusios que crecieron espontáneamente en lugares geográficamente estratégicos, por lo que a menudo se han convertido en ciudades. A menudo crecían bajo la protección de castillos y la población era principalmente posaderos, artesanos y comerciantes.

## Etimología
La palabra ingresó al idioma alemán durante la invasión de los Caballeros Teutónicos en las tierras de los antiguos prusianos y se deriva del antiguo prusiano liscis / liskis, que en este contexto significa "campamento". El significado directo de la palabra, común a las lenguas bálticas, es "nido", y en alemán la palabra Lischke también conserva el significado de una cesta sin asa de madera que se lleva colgada del hombro con un cordón.